# Operação Shingle
A Operação Shingle foi uma operação anfíbia conduzida pelos Aliados durante a Campanha da Itália contra forças alemãs e italianas nas cidades de Anzio e Nettuno, na costa oeste da Itália. A ofensiva foi comandada pelo general americano John P. Lucas que pretendia flanquear as tropas alemãs na Linha de inverno e atacar Roma. A batalha na região de Anzio duraria meses.
O sucesso do desembarque (realizado a 22 de janeiro de 1944) e da tomada da região dependia completamente do elemento surpresa e na rapidez da força invasora de se estabelecer para derrotar a reação do inimigo. Atrasos dariam tempo para que os alemães ocupassem a região montanhosa e, consequentemente, encurralassem os atacantes na cabeça de praia. O tenente-general Mark Clark, comandante do 5º Exército americano, sabia desta situação mas não pediu pressa ao general Lucas, que queria fortalecer sua posição para revidar possíveis contra-ataques.
O desembarque inicial foi bem sucedido e surpreendeu os alemães, que ofereceram pouca resistência, e um jipe americano de reconhecimento chegou até mesmo a periferia de Roma. Contudo, o general Lucas hesitou e não capitalizou na vantagem inicial e atrasou seu avanço até que ele tivesse mais homens e equipamentos disponíveis.
Enquanto os americanos hesitavam, o marechal Albert Kesselring, comandante das tropas alemãs na Itália, moveu rapidamente todas as unidades disponíveis para tentar cercar e reagir ao desembarque Aliado em Anzio. Ocupando as principais montanhas na região, ele tinha uma visão clara de todas as posição inimigas na área. Os alemães inundaram os pântanos com água salgada, para desacelerar o avanço inimigo e ainda tentar espalhar doenças entre eles. Os nazi-fascistas iniciaram bombardeios contínuos sobre as praias, pântanos, portos e qualquer outra instalação militar a vista.
Em 29 de janeiro, os Aliados voltaram a avançar. Dias depois, os alemães contra-atacaram. A luta seguiu-se por semanas, com nenhum lado conseguindo alguma vitória significativa. Em fevereiro, o general John P. Lucas foi substituído por Lucian Truscott. Foi somente em maio que as tropas anglo-americanas conseguiram quebrar as linhas inimigas, mas ao invés de atacar o coração das forças do 10º Exército alemão (responsável pela defesa da região de Cassino), Truscott, seguindo ordens do general Clark, decidiu não pressionar rumo ao norte, a caminho de Roma. A queda da capital italiana só aconteceria no começo de junho. Como resultado, as tropas alemãs em Cassino conseguiram se retirar e se reunir com o restante das forças do marechal de campo Kesselring, que estava ao norte de Roma, e conseguiram restabelecer suas defesas na Linha Gótica.
A batalha foi sangrenta e extremamente controversa. Muitos analistas não só criticaram a postura cautelosa dos generais Aliados e sua hesitação em atacar, mas foi questionado o próprio plano em si. O primeiro ministro inglês, Winston Churchill, apoiou a operação, mas os generais Clark e Lucas sofreram duras críticas. Pelo menos 43 mil soldados Aliados foram mortos ou feridos nos combates.